# Albion Ademi
Albion Ademi, född 19 februari 1999 i Åbo i Egentliga Finland, är en finländsk-albansk fotbollsspelare som spelar för Tianjin Jinmen Tiger i Kinesiska superligan.

## Klubbkarriär
Ademi fostrades i TPS men gjorde debut i Tipsligan för lokalkonkurrenten Inter Åbo. Året efter blev Ademi klar för Inter Åbo och spelade där tills han 2020 gick till IFK Mariehamn där han gjorde succé med 14 mål och 3 assist på 26 matcher. Denna succé gick inte obemärkt och den 22 januari 2021 värvades Ademi till Djurgårdens IF, där han skrev på ett fyraårskontrakt.
2022 lånades Ademi ut till finländska FC Lahti.
2023 lånades Ademi ut till allsvenska IFK Värnamo.
I november av 2023 utnyttjade IFK Värnamo deras köpoption. I februari 2024 såldes Ademi till den kinesiska fotbollsklubben Tianjin Jinmen Tiger som spelar i Kinesiska superligan.

## Landslagskarriär
Ademis föräldrar kom som Kosovoalbanska invandrare från Jugoslavien till Finland innan han föddes. Ademi har representerat finländska ungdomslandslag men bytte 2018 till Albaniens U-21-landslag. Eftersom Ademi ännu inte gjort någon officiell seniorlandskap, trots att han har varit uttagen till det albanska landslaget en gång, kan han fortfarande välja mellan att representera Finland, Albanien och Kosovo. I en intervju i samband med sin övergång till Djurgårdens IF sa Ademi att det är Albaniens landslag han vill spela för.